# Végcsarnó

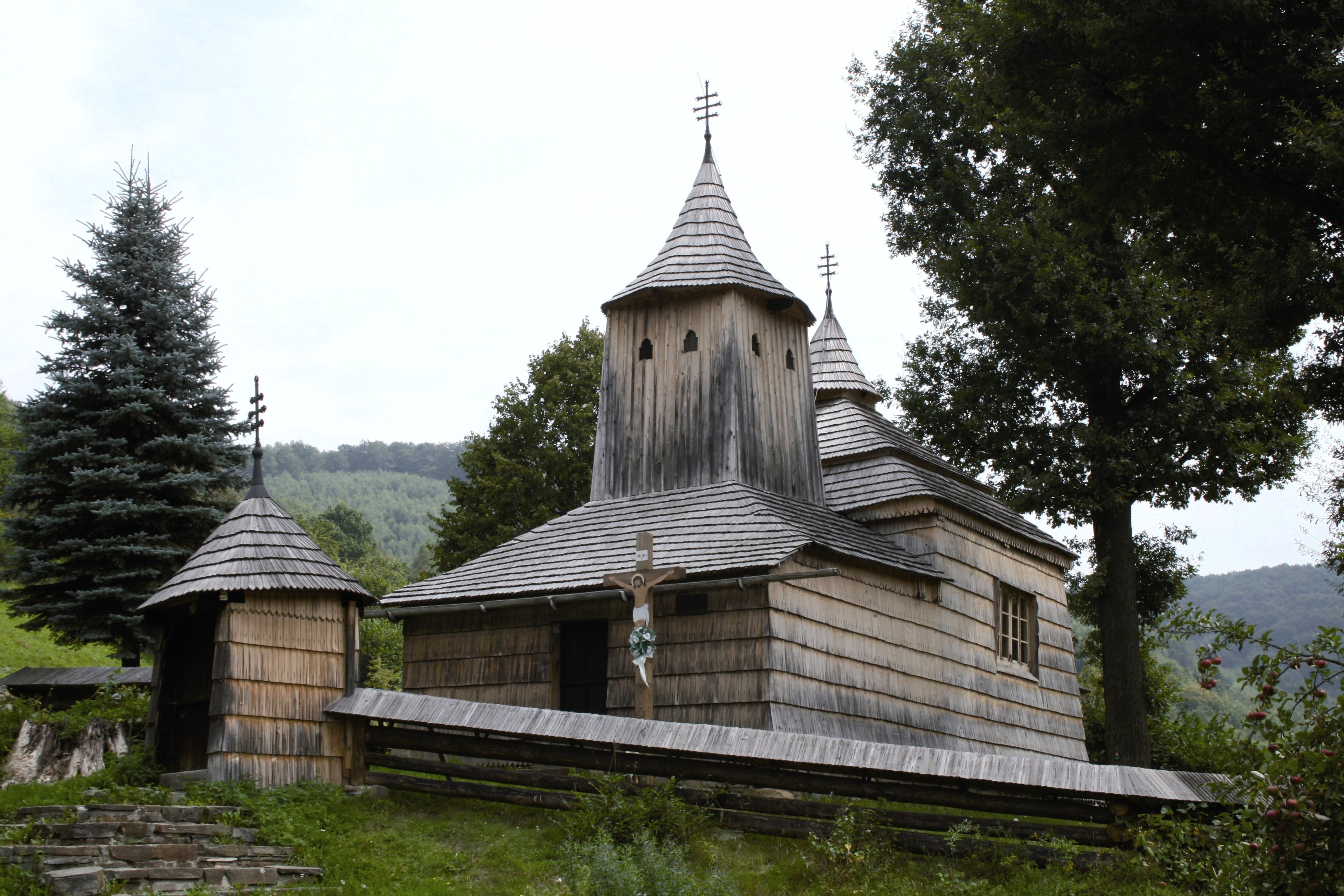
Nagy Szent Vaszil tiszteletére szentelt görögkatolikus fatemploma

Végcsarnó (1899-ig Krajnó-Csarnó, szlovákul: Krajné Čierno) község Szlovákiában, az Eperjesi kerület Felsővízközi járásában.

## Fekvése
Felsővízköztől 11 km-re északkeletre, a Ladomér-patak mellett fekszik.

## Története
Csánki Dezső szerint a mai település elődje lehet az 1427-ben „Fekethepathak” és „Kysfekethepathak” néven említett település: „Feketepatak. Fekethepathak és Kysfekethepathak. (1427: Dl. 32690.) Duo Fekethepatak. Fekethewpathak. (1415. 1416.) Makoviczához tartozott (idéz. ott); Zboró vidékén feküdt. A mai Csarnó lehet, Zborótól nem messze dk.”
A mai települést 1573 és 1598 között a vlach jog alapján alapították. 1618-ban „Krainiay Czarno” alakban említik először. A makovicai uradalomhoz tartozott. 1787-ben 14 háza és 83 lakosa volt.
A 18. század végén Vályi András így ír róla: „CSARNO. Krajna Csarno. Tót falu Sáros Vármegyében, földes Ura Gróf Áspermont Uraság, fekszik az előbbenitöl nem meszsze, határja sovány, legelője meglehetős, fája elég; de földgye igen sovány lévén, negyedik Osztálybéli.”
1828-ban 20 házában 162 lakos élt. Lakói főként mezőgazdasággal, állattartással, idénymunkákkal foglalkoztak. A 19. században a Károlyi család birtoka volt.
Fényes Elek 1851-ben kiadott geográfiai szótárában így ír a faluról: „Csarnó, orosz falu, Sáros vgyében, a makoviczi uradalomban, Haiszlin fiókja; 2 r., 221 g. kath., 8 zsidó lak. Ut. p. Bártfa.”
1920 előtt Sáros vármegye Felsővízközi járásához tartozott.
A háború után lakói mezőgazdaságból, erdei munkákból éltek. Sokan Felsővízköz, Sztropkó és Kassa üzemeiben dolgoztak. A második világháború harcai súlyos károkat okoztak a községnek.

## Népessége
| Év:            | 1994. | 2004.   | 2014.    | 2024.   |
| -------------- | ----- | ------- | -------- | ------- |
| Emberek száma: | 84    | 86      | 71       | 78      |
| Eltérés:       |       | +2,38 % | -17,44 % | +9,85 % |

| Év:            | 2023. | 2024.  |
| -------------- | ----- | ------ |
| Emberek száma: | 80    | 78     |
| Eltérés:       |       | -2,5 % |

1910-ben 163, túlnyomórészt ruszin lakosa volt.
2001-ben 84 lakosából 48 szlovák és 34 ruszin volt.
2011-ben 82 lakosából 47 szlovák és 25 ruszin.

## Nevezetességei
Nagy Szent Vaszil tiszteletére szentelt görögkatolikus fatemploma a 18. században épült. Barokk ikonosztáza szintén 18. századi, de Gábriel arkangyal és Szent Miklós képei 17. századiak. Főoltárának Krisztus keresztről való levételét megjelenítő ikonja a 17. század végéről származik. A templom tetőszerkezete zsindellyel fedett.